# کارل فون کوگلگن
کارل فون کوگلگن (انگلیسی: Karl von Kügelgen; ۶ فوریهٔ ۱۷۷۲ – ۹ ژانویهٔ ۱۸۳۲) نقاش مطرح منظره و تاریخی آلمانی‌تبار اهل روسیه بود. وی پدربزرگ سالی فون کوگلگن، پدر کونستانتین فون کوگلگن و برادر دوقلو گرهارت فون کوگلگن بوده.

## نقاشی‌ها

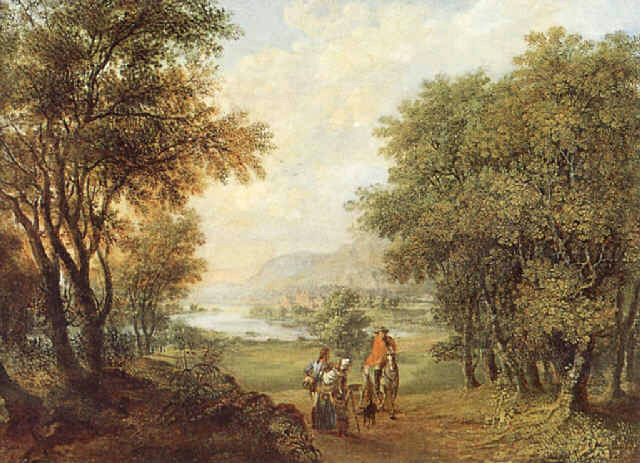
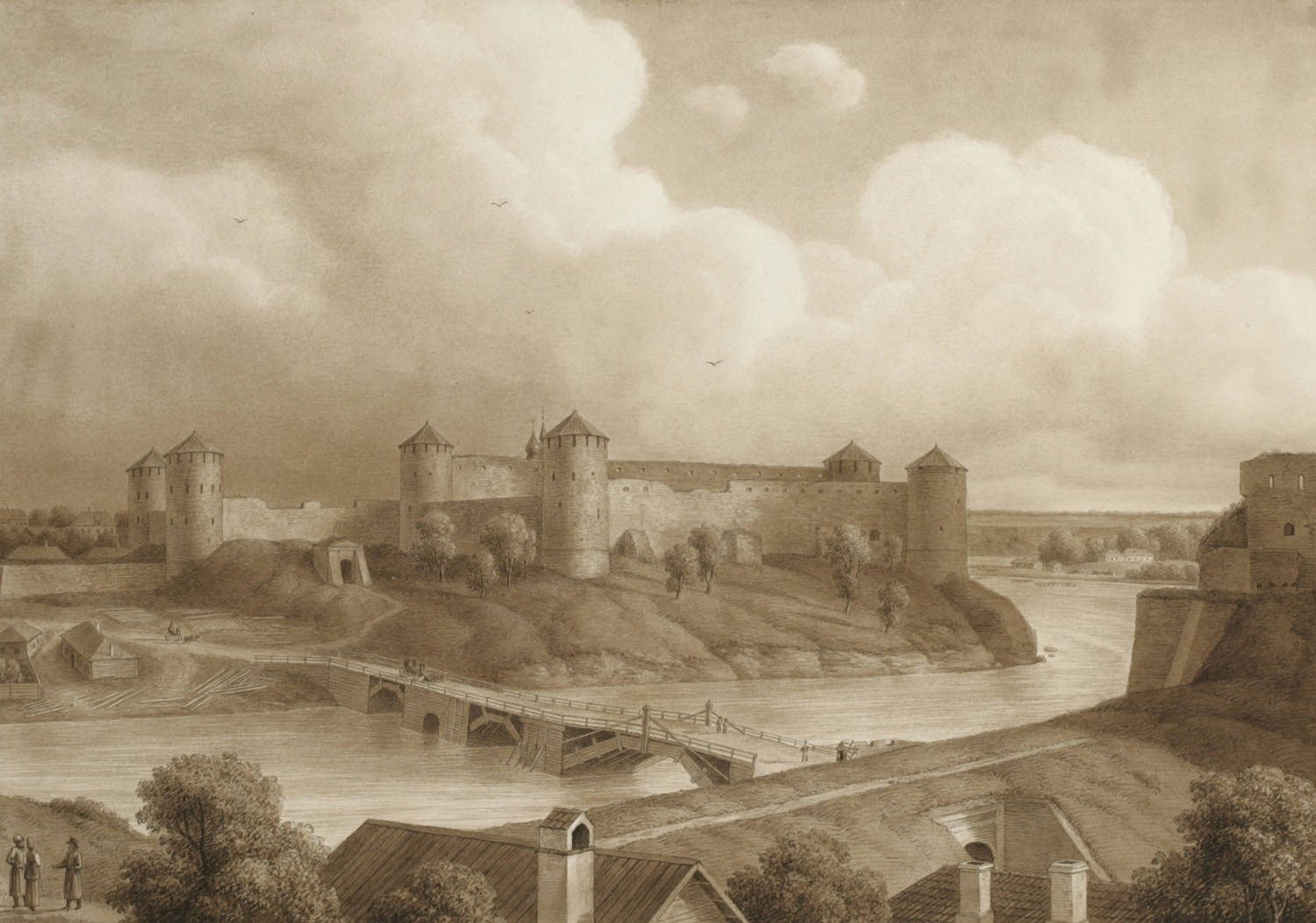
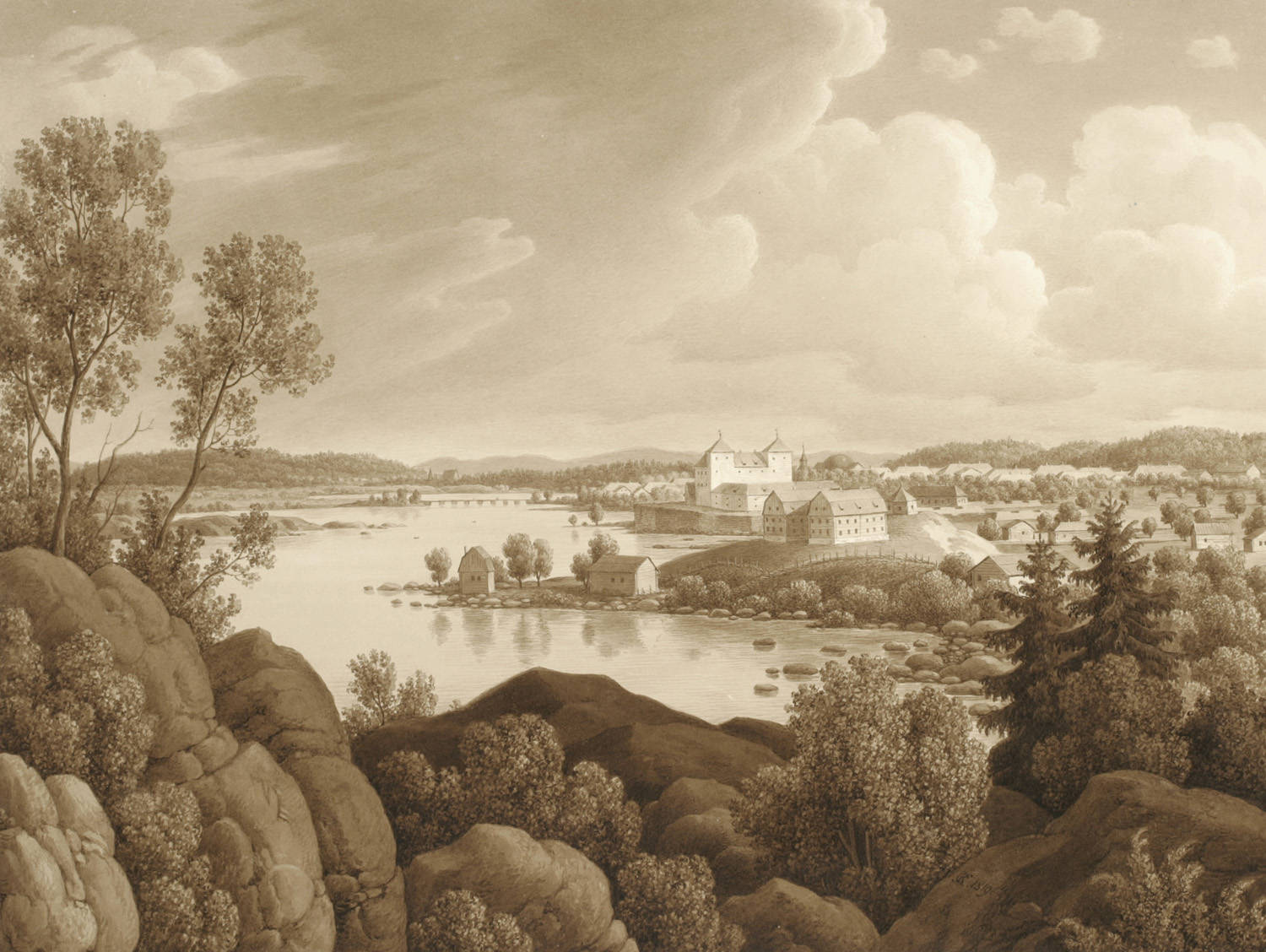
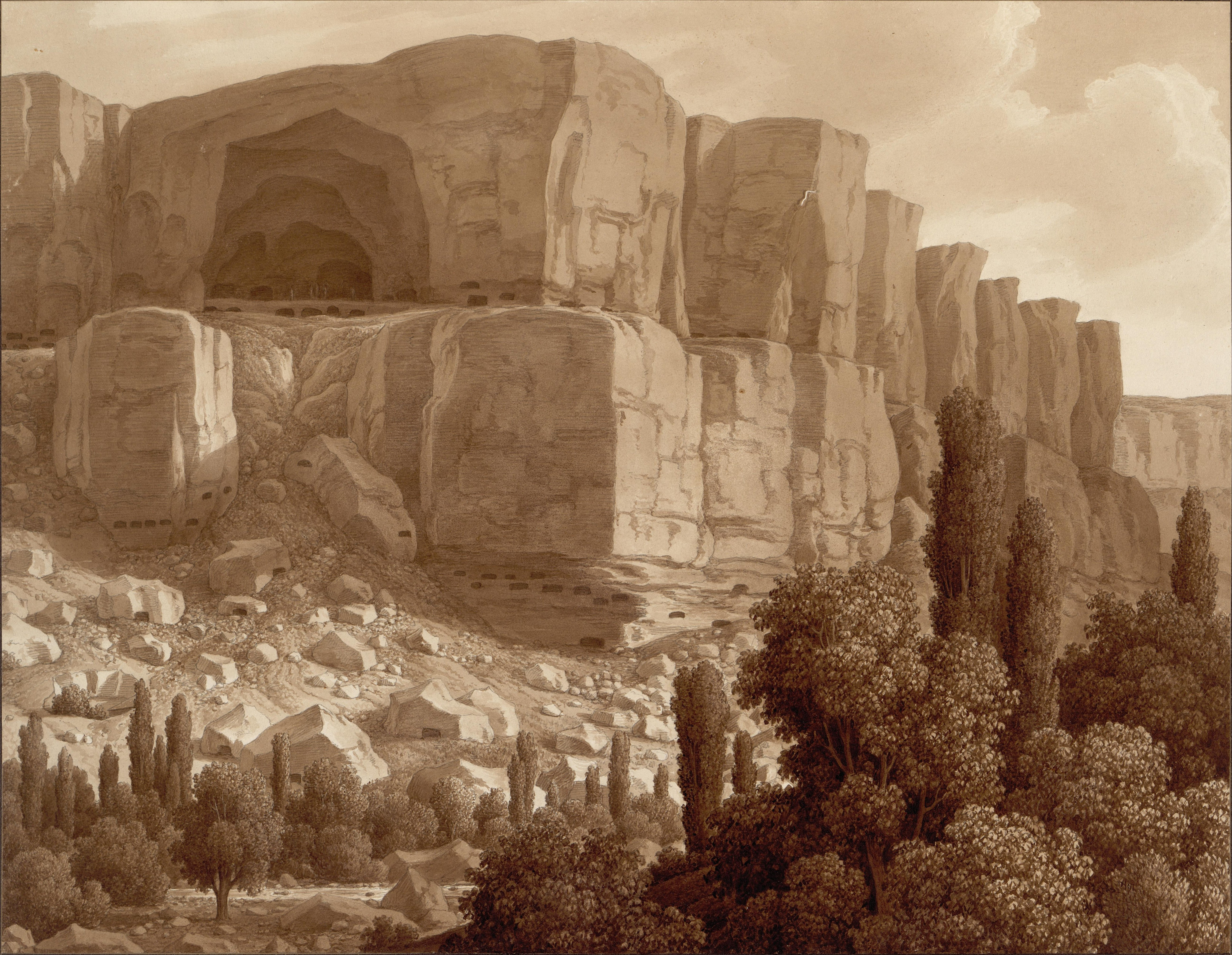
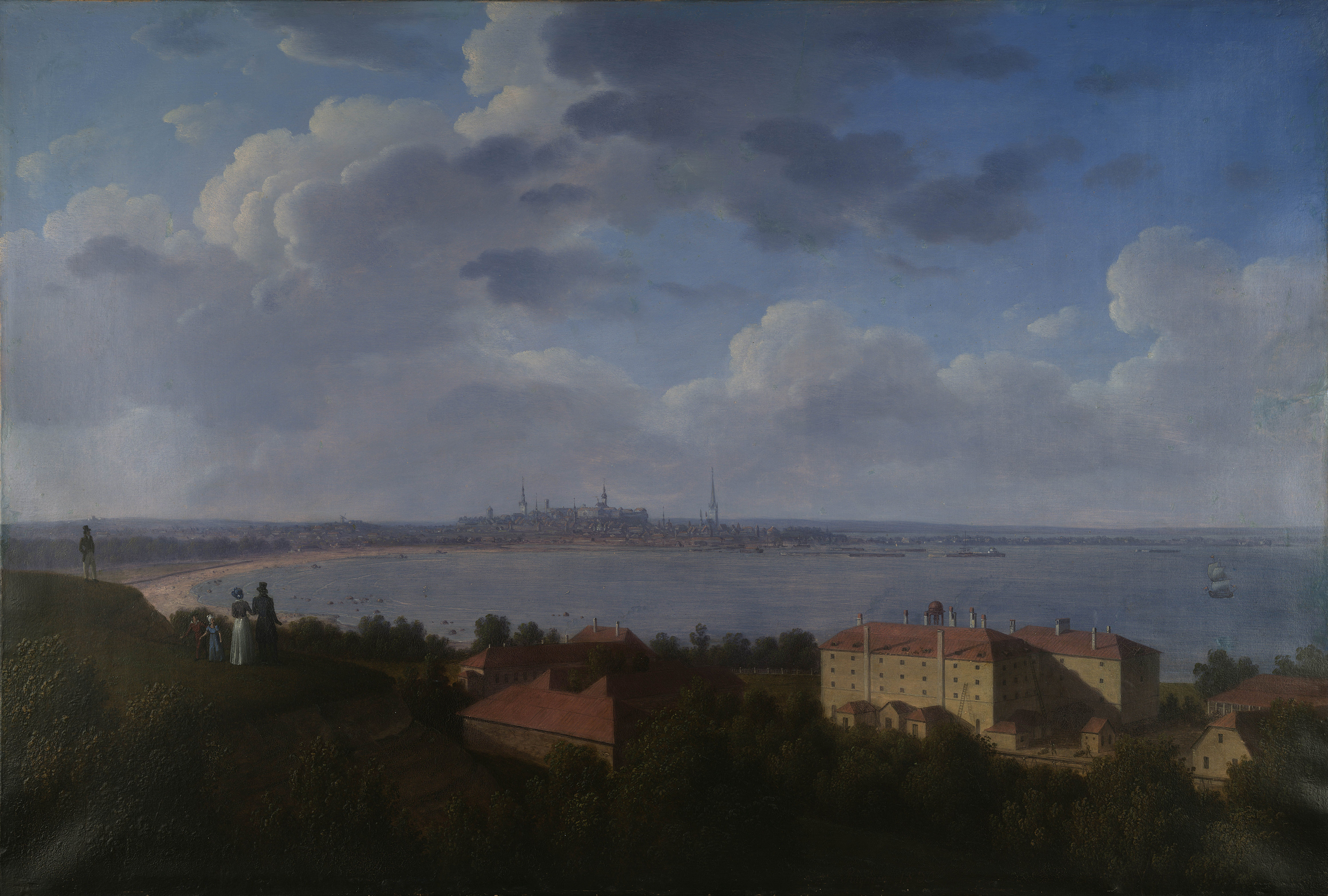
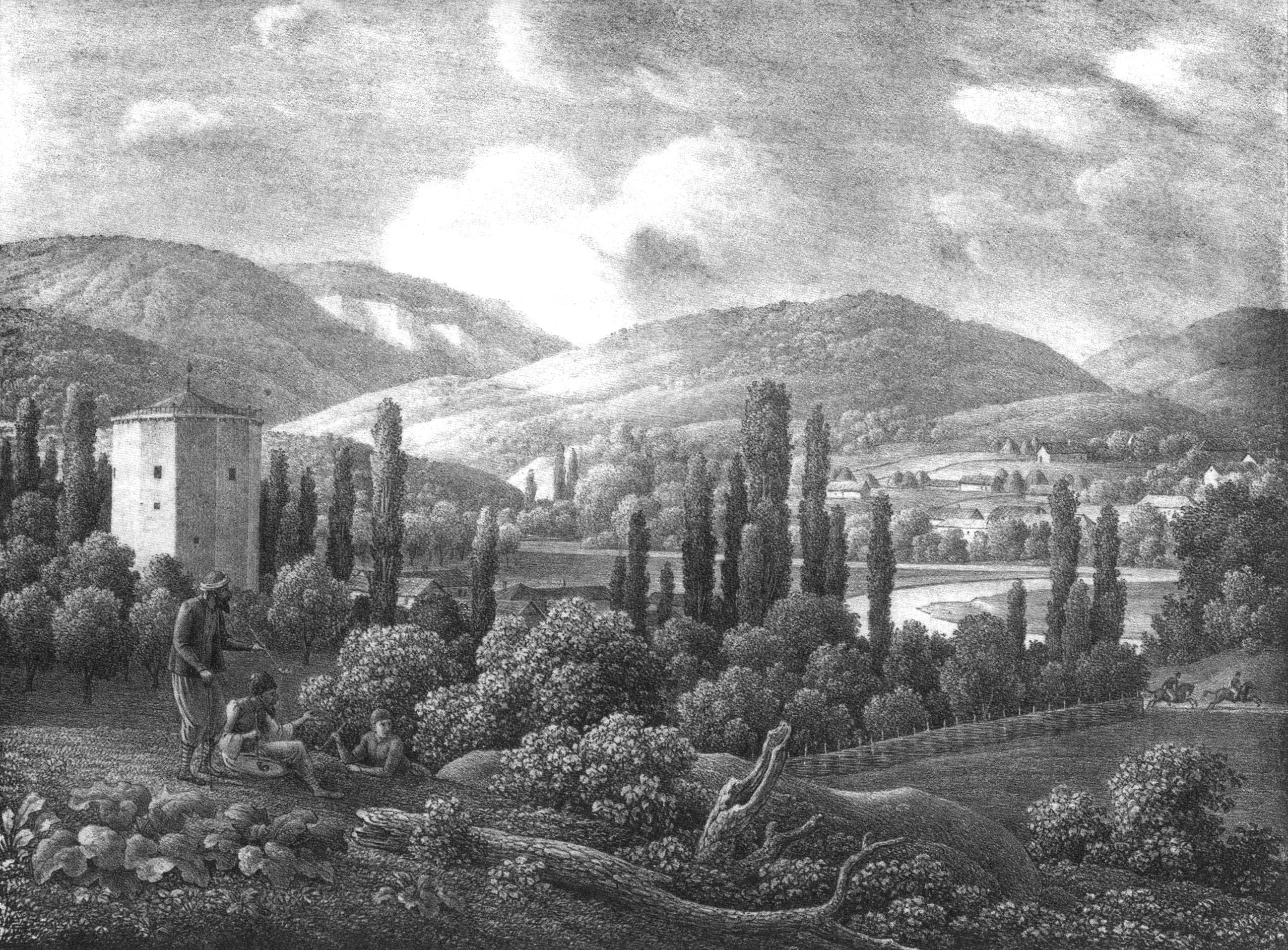
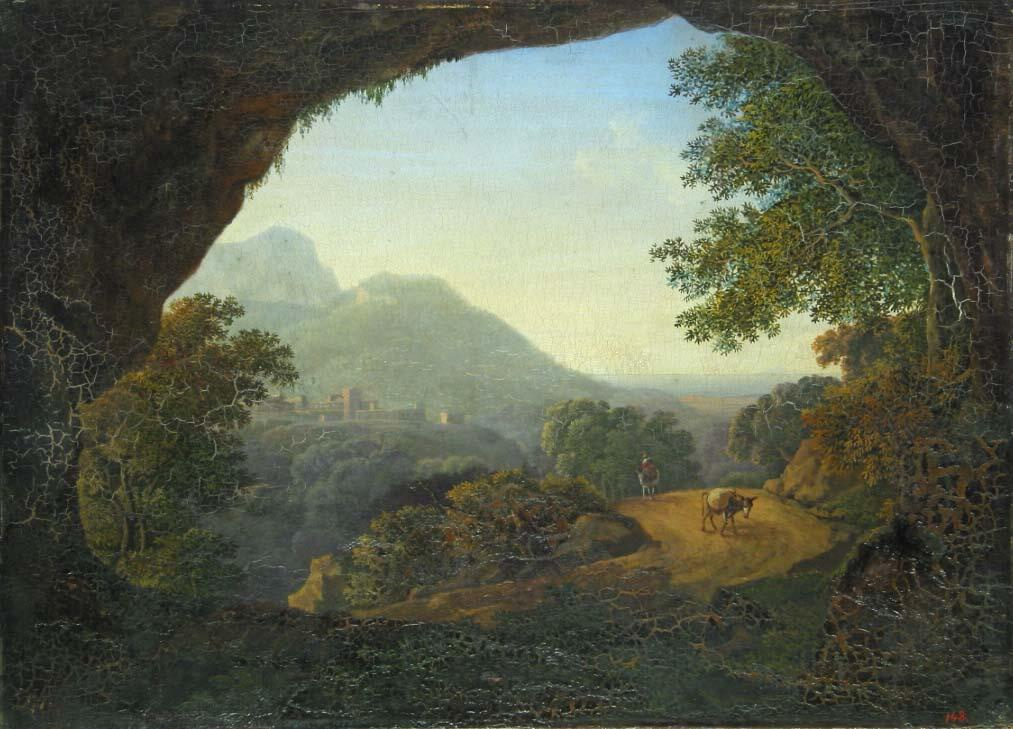
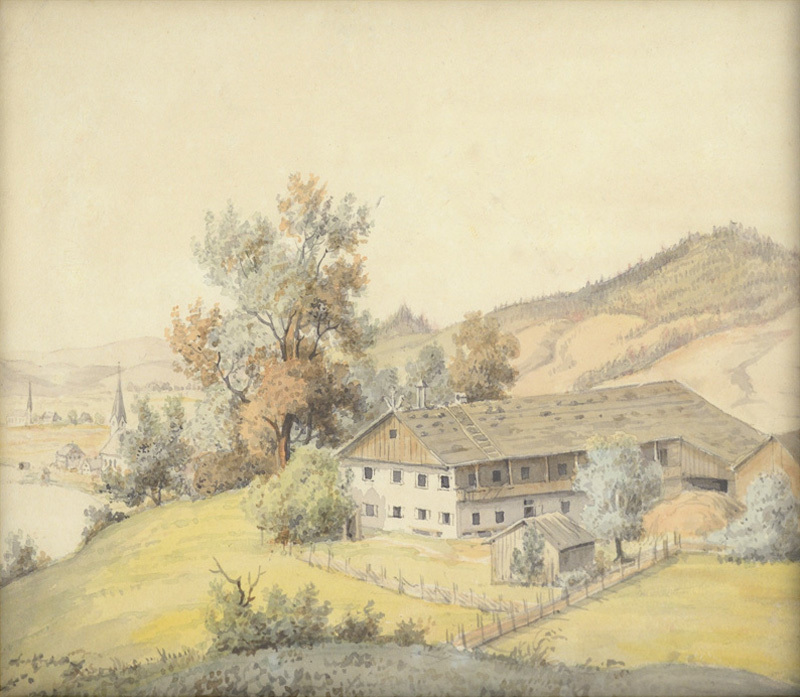